# Centro de Estudos e Pesquisas Econômicas da Faculdade de Ciências Econômicas da Universidade Federal do Rio Grande do Sul
O Centro de Estudos e Pesquisas Econômicas, também conhecido pela sigra IEPE, é um órgão auxiliar da Faculdade de Ciências Econômicas (FCE) da UFRGS.
Fundado em 5 de agosto de 1953 denomiva-se inicialmente Instituto de Estudos e Pesquisas Econômicas, daí a origem da sigla IEPE, pela qual é amplamente conhecido. Passou a intitular-se Centro de Estudos e Pesquisas, em 1970, através de alterações no seu Estatuto e no Regimento Geral da UFRGS.
É responsável, desde seu surgimento, pelo levantamento do Índice de Preços ao Consumidor (IPC-IEPE) e do Custo da Cesta Básica ambos da Região Metropolitana de Porto Alegre.
Foi no ambito do IEPE que surgiram os primeiros cursos de Pós-graduação e Mestrado da FCE.
O IEPE é constituido pela Secretaria Geral, Núcleo de Estatística e Pesquisas, Núcleo de Extensão e Projetos e Núcleo de Publicações.

## Relação de Ex-diretores
- 1953/1954 Prof.Pery Pinto Diniz da Silva
- 1954/1956 Prof.Ernesto Pellanda
- 1956/1957 Prof.José Truda Pallazo
- 1957/1964 Prof.Jorge Alberto Bermejo
- 1964/1975 Prof.Maurício Filchtiner
- 1975/1981 Prof.Eli de Moraes Souza
- 1981/1985 Prof.Edgar Irio Simm
- 1985/1987 Prof.Cláudio Accurso
- 1987/1993 Prof.Dr.Reinaldo Adams
- 1993/1994 Prof.Roberto Pires Pacheco
- 1994/1997 Prof.Dr.Paulo A.Spohr
- 1997/2001 Prof.Dr.Fernando Ferrari Filho
- 2001/2003 Prof.Dr.Gentil Corazza[1]